# Android One

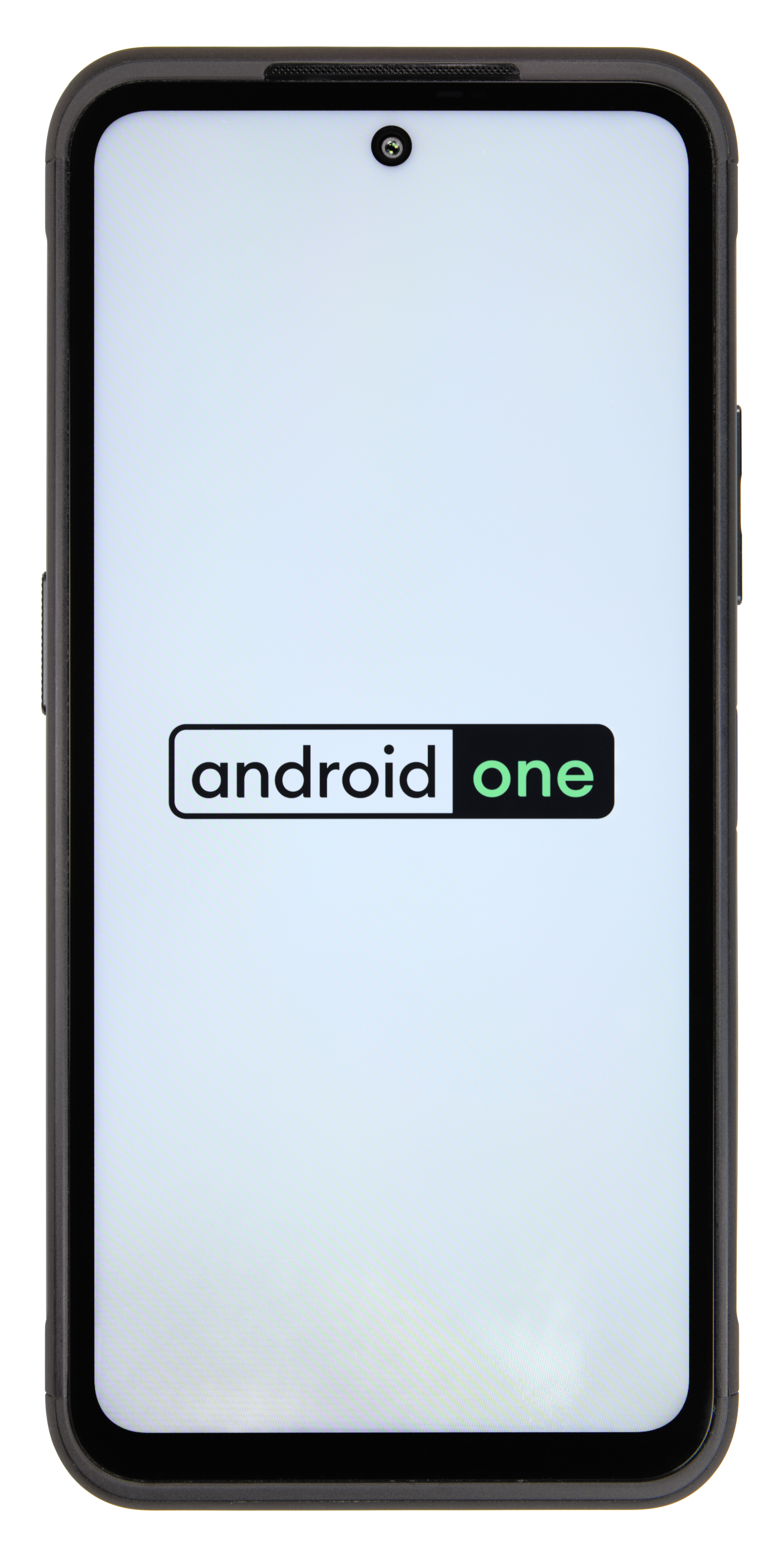
Ein Nokia XR20, welches beim Start das Logo von Android One zeigt

Android One ist ein von Google entwickelter technischer Standard für Hardware und Software von Mobiltelefonen. Ein Android-One-Smartphone bietet zwei Jahre lang garantierten Zugriff auf neue Android-Betriebssystem-Versionen („Upgrades“) und drei Jahre regelmäßige Sicherheits- und Fehlerkorrekturen („Updates“).
Android One umfasst eine Reihe von Smartphones unterschiedlicher Hersteller, auf denen ein bestimmter Android Launcher und, neben den Apps von Google, keine oder nur wenige Apps des jeweiligen Hardwareherstellers installiert sind. Ziel des Projektes ist eine konsistente Benutzeroberfläche (GUI) und somit eine konsistente Benutzererfahrung über verschiedene Geräte hinweg. Die Zertifizierung bezieht sich ausschließlich auf die graphische Oberfläche des Betriebssystems. Systemkomponenten können weiterhin vom jeweiligen Hersteller angepasst werden. Auf den Geräten ist also nicht das Generic System Image (GSI) installiert.
Umgangssprachlich wird die auf Android-One-Geräten laufende Software auch als „reines Android“, „Stock Android“ oder „Vanilla Android“ bezeichnet, was jedoch impliziert, dass keine Veränderungen vorgenommen wurden, und somit faktisch falsch ist.
Bis zu welchem Zeitpunkt das Betriebssystem der zertifizierten Geräte aktualisiert wird, ist durch den Standard nicht definiert; tatsächlich unterscheidet sich die Unterstützung je nach Hersteller und Land. Grundsätzlich möchte Google mit Android One der Kritik begegnen, die fortlaufende Betriebssystem-Pflege von Android-Smartphones sei bei vielen Geräten bzw. -herstellern dürftig.
Android One wurde 2014 eingeführt und konzentrierte sich zunächst auf Einsteigergeräte für Schwellenmärkte, entwickelte sich jedoch später zu Googles wichtigstem Programm für mobile Geräte. Es wurde von Google als Fortsetzung des Nexus-Programms beschrieben. Von Frühjahr 2013 bis Anfang 2015 existierte das ähnliche Google Play Edition devices Programm, in dessen Rahmen fünf Smartphones sowie ein Tablet mit der Standard-Android-Oberfläche angeboten wurden. Seinen bisherigen Höhepunkt hatte das Programm in 2018 mit 22 neu vorgestellten Android-One-Geräten.
Auch wenn Google das Programm nicht offiziell abgekündigt hat, kam das letzte Gerät, welches mit Android One zertifiziert war, 2021 auf den Markt. Ein Grund dafür könnte sein, dass viele Hersteller mittlerweile unabhängig von Android One eine Update-Garantie für ihre Geräte anbieten.

## Anderweitige Android-Update-Zusicherungen
Neben Android One gibt es weitere Zusagen für eine längere Versorgung mit Android-„Upgrades“ und „Updates“:
- Im Rahmen des an Firmen gerichteten Android-Enterprise-Recommended-Programms werden widerstandsfähige Geräte fünf Jahre und normale Geräte („Knowledge worker devices“) drei Jahre mit „Updates“ versorgt.[6]
- Der Hersteller Samsung gab am 5. August 2020 bekannt, dass für einige Modellreihen drei Android-Betriebssystem-Updates bereitgestellt werden sollen.[7] Im Februar 2021 wurden dann vier Jahre neue Android-Versionen und fünf Jahre Sicherheitskorrekturen für einige Geräte (primär S-Reihe) zugesagt.[8]
- Im Dezember 2020 gab Google bekannt, dass Qualcomm-SoCs, die mit Android 11 oder neuer ausgeliefert werden, vier Jahre lang Sicherheitskorrekturen erhalten sollen.[9]
- Die Nokia X-Serie erhält drei Jahre lang „Upgrades“ (also ein Jahr länger als bei Android One zugesichert), wird aber – bis auf das Nokia X10 – nicht mehr mit Android One beworben.[10]
- Das Fairphone 4 kommt mit einer vierjährigen Update-Garantie, angestrebt wird aber eine Versorgung von sechs Jahren wie bereits bei einem Vorgängermodell, auch ohne Unterstützung des Chipsatz-Herstellers Qualcomm.[11]
- Die EU beschloss im November 2022, dass Smartphones fünf Jahre mit Betriebssystem-Aktualisierungen versorgt werden müssen.[12]
- Oppo gab im Dezember 2022 bekannt, dass für ausgewählte Spitzenmodelle ab 2023 fünf Jahre Sicherheitskorrekturen und vier Jahre neue Android-Versionen bereitgestellt werden. Ihre auf AOSP basierende Android-Variante heißt dabei ColorOS.[13]

Das Bundesamt für Sicherheit in der Informationstechnik (BSI) griff im Februar 2020 mit einem Forderungskatalog zur Grundausstattung von Smartphones aus IT-Sicherheitsperspektive den Update-Zeitraum als zentrale Forderung auf und fordert dort eine fünfjährige Versorgung mit Betriebssystem-Aktualisierungen.